# Grande muraille verte (Chine)
Pour les articles homonymes, voir Grande muraille verte.

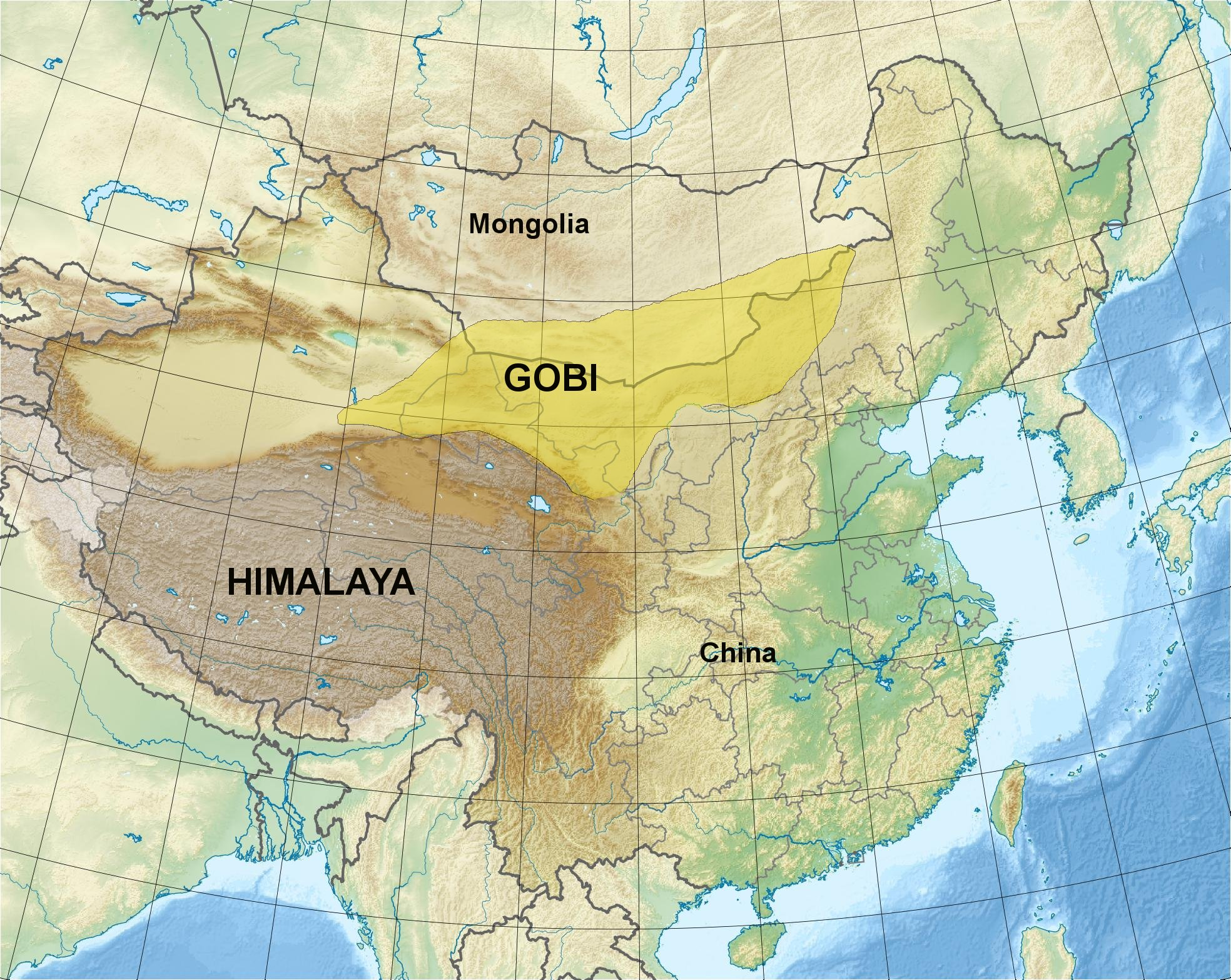
Localisation du désert de Gobi au nord de la Chine.

La Grande muraille verte de Chine  (Chinois simplifié : 三北防护林; Chinois traditionnel: 三北防護林; pinyin: Sānběi Fánghùlín) est le nom donné par la population chinoise au projet de plantation de forêts destiné à freiner la progression du désert de Gobi, à lutter contre le réchauffement climatique planétaire et à réparer les déforestations passées. La mise en place du projet devrait se terminer en 2074, date à laquelle il devrait s'étendre sur quelque 4 480 kilomètres de long.

## Les effets de l’avancée du désert du Gobi
À partir de 1958 avec le Grand Bond en avant, des forêts sont rasées, l'agriculture intensive et la construction conduisent à une désertification. De plus, le réchauffement climatique a conduit à une augmentation de 2 °C en 50 ans.

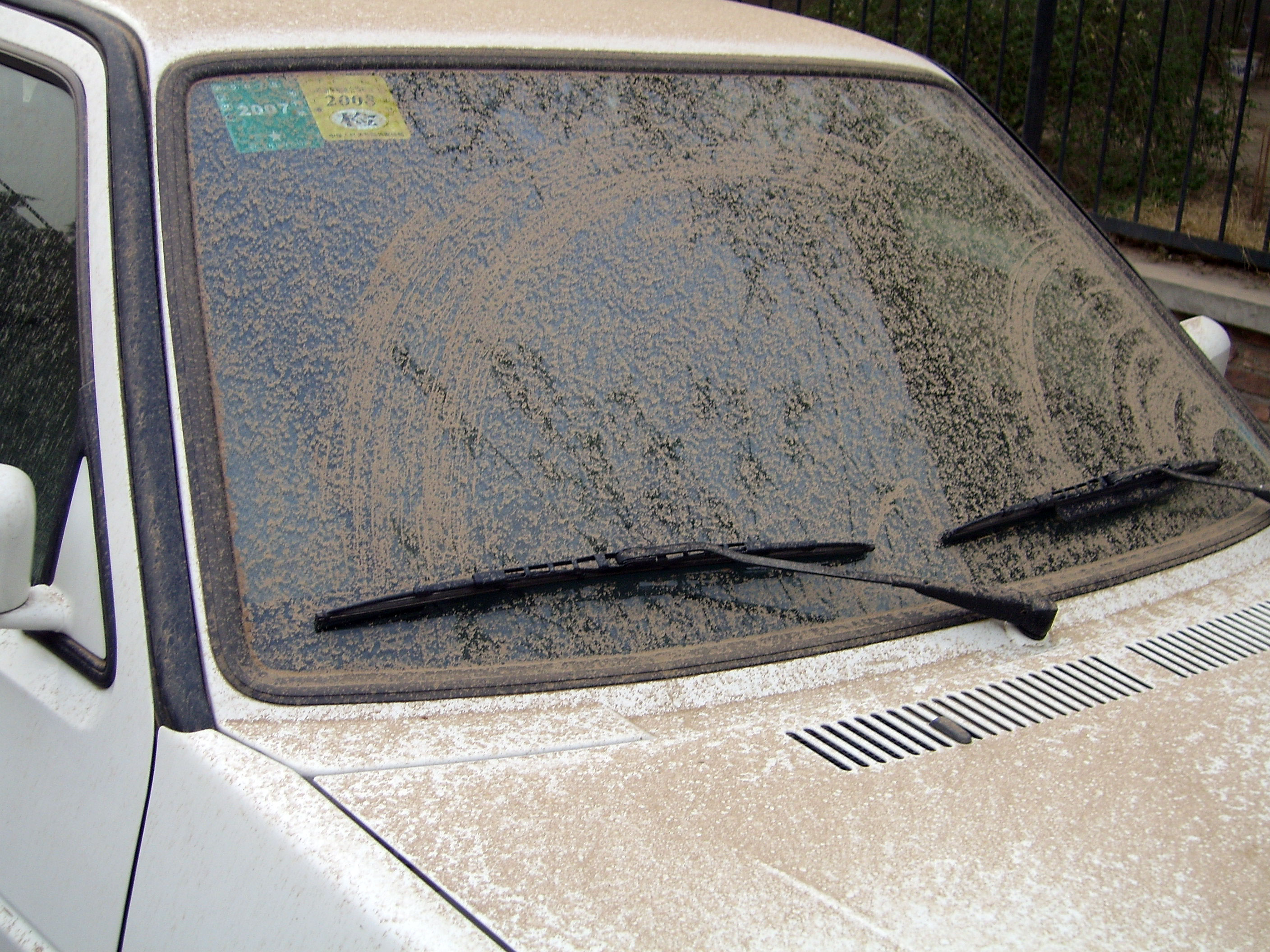
Retombée de sable à Pékin.

La Chine a perdu annuellement 3 600 km2 de prairies à la suite de la progression du désert de Gobi ces dernières années, ce qui a des conséquences écologiques néfastes. Chaque année, des tempêtes de sable enlèvent en effet quelque 2 000 kilomètres carrés (800 mi²) de terre de surface et favorise les inondations massives comme ce fut le cas avec le fleuve bleu en 1998 ; le phénomène ne faisant qu'empirer annuellement. Les tempêtes détruisent des terres arables et provoquent d'importants problèmes dans les grands centres urbains, y compris au Japon, en Corée du Nord et en Corée du Sud. 
27 % du territoire chinois, sur lequel vivent 400 millions de personnes, est touché par l'expansion du désert, pour un coût estimé de 16 milliards d'euros annuels.

## Mise en œuvre du projet
La phase la plus récente — la 4e phase qui a débuté en 2003 — comporte deux volets : d'une part l'ensemencement aérien pour couvrir de larges étendues de terres où le sol est moins aride et d'autre part la rétribution des agriculteurs pour la plantation d'arbres et arbustes dans les zones qui sont les plus arides. Un budget de 1,2 milliard de dollars a également été dévolu à la mise en place d'un système de  surveillance (cartographie et bases de données de surveillance). La « muraille verte » sera constituée d'une ceinture de végétation tolérante au sable dont les plantations seront disposées en  damier afin de stabiliser les dunes. Des plates-formes de gravier seront disposées à côté de la végétation pour retenir le sable et permettre la formation d'une couche de sol. Les arbres devraient également servir de coupe-vent contre les tempêtes de poussière.
L'armée est également mobilisée pour planter des arbres : 60 000 soldats de l'Armée populaire de libération ont ainsi été affectés au projet au début de l'année 2018.

Différentes phases de reforestation

## Premiers résultats

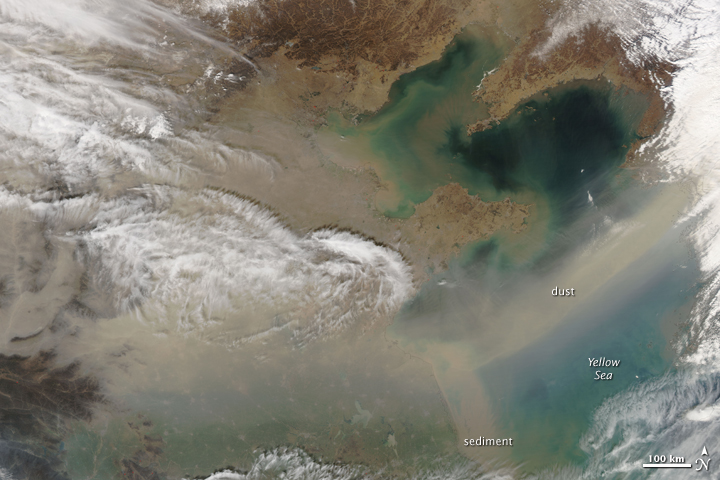
Photo satellite d'un nuage de poussière au-dessus de la Chine en mars 2010.

En 2009, la plantation de forêts en Chine a couvert plus de 500 000 kilomètres carrés  (portant la couverture forestière de 12 % à 18 %), ce qui en fait la plus grande forêt artificielle au monde. En 2008, les tempêtes d'hiver ont détruit 10 % de la superficie de la nouvelle forêt, amenant la Banque mondiale à conseiller à la Chine de se concentrer davantage sur la qualité plutôt que la quantité des espèces et essences forestières. Selon l'administration des forêts de l'État, ce ne sont pas moins de 13 millions d'hectares de forêt qui ont été plantés depuis 2008.[Quand ?] Cette croissance végétale, conjuguée à la repousse sur les terres agricoles russes, aurait permis de compenser à hauteur de 85 % les pertes en carbone de la biomasse dues à la déforestation.  
Pep Canadell, co-auteur de l'étude, explique qu'il est primordial de reconnaître que la croissance végétale capture une grande quantité des émissions de CO2 d'origine humaine et qu'elle permet de freiner considérablement le réchauffement climatique.
En 2014, la surface de forêt chinoise est de 2,08 M km2, soit environ 22 % du territoire.

## Problèmes environnementaux
Il y a encore débat sur l'efficacité du projet : si les arbres réussissent à s'implanter, ils pourraient absorber de grandes quantités d'eau souterraine, ce qui est extrêmement problématique pour les régions arides comme le Nord de la Chine. 
L'érosion des terres et la surexploitation agricole ont interrompu les semis dans de nombreuses zones du projet. L'essor de la démographie chinoise a également appauvri le sol, le rendant inutilisable. Les arbres plantés sont souvent des essences qui ne sont pas adaptées aux climats locaux rendant la forêt plus fragile et appauvrissant les sols.
Le programme de plantation a récemment été utilisé par la Chine comme moyen de défense face aux critiques quant à son irresponsabilité en matière de changements climatiques. Les scientifiques chinois ont affirmé que les plantations d'arbres en monoculture constituent un moyen plus efficace pour l'absorption des gaz à effet de serre que les forêts naturelles à croissance lente. Ainsi, si la biodiversité est moindre, les arbres plantés sont censés contrebalancer les émissions de carbone par la Chine.

## Critiques

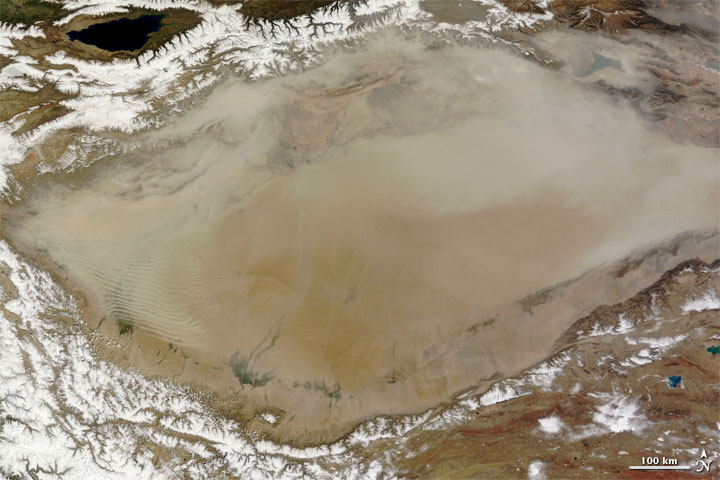
Formation d'une tempête de sable dans le désert du Taklamakan.

De nombreux sceptiques ne croient pas que la « Grande muraille verte » constitue une solution appropriée au problème de la désertification en Chine.
Certaines voix critiques s'inquiètent de ce que la Chine n'en fait pas assez sur le plan social, d'aucuns professant que le gouvernement devrait inciter financièrement les agriculteurs à réduire leur cheptel ou à se relocaliser loin des zones arides.  